# Teletón 2013 (Perú)
La Teletón Perú de 2013 cuyo lema es Súmate a la Teletón, fue la vigésima segunda edición de dicho evento solidario que se realiza en Perú desde 1981 buscando recaudar fondos para la rehabilitación infantil de niños con discapacidad motriz que se atienden en la Clínica San Juan de Dios. La actividad se realizó los días 4 y 5 de octubre, teniendo como sede el Jockey Club del Perú, siendo transmitida en su totalidad por Global Televisión (por cuarto año consecutivo) y algunas secuencias por Andina de Televisión, Frecuencia Latina, América Televisión, Panamericana Televisión y TV Perú. La meta propuesta fue de S/. 4 000 000.

## Historia
En mayo de 2013, se conoció que la 22.ª edición de la Teletón estaba programada para los días viernes 4 y sábado 5 de octubre de 2013.
El 22 de agosto de 2013, en una conferencia de prensa realizada en el hotel Sheraton de Lima, fueron presentadas la nueva alcancía y el nuevo himno oficial de la Teletón escrito por Juan Carlos Fernández, titulado "Súmate a la Teletón" que a su vez fue el lema de la campaña de ese año. El tema musical estuvo interpretado por varios artistas nacionales tales como Maricarmen Marín, Adolfo Aguilar, Aldo Miyashiro, Erick Elera, Rossana Fernández Maldonado, Olenka Zimmermann y Joyce Guerovich.
Un segundo encuentro con los medios fue realizado el 18 de septiembre de 2013, donde se presentaron a los auspiciadores oficiales y la estructura del programa televisivo. Se anunció que lo recaudado en la jornada del 2013 serviría para equipar la sede de Cusco y remodelar el pabellón Teletón de la sede de Lima. 
El 4 de octubre, a pocas horas antes de iniciarse el evento, se conoció que la meta de la Teletón 2013 era de 4 millones de soles.

## Participantes
Los presentadores Maju Mantilla, Aldo Miyashiro, Adolfo Aguilar, Pamela Vértiz y Joyce Guerovich iniciaron el evento. Ingresaron luego Rebeca Escribens, Melissa Peschiera, Claudia Hernández Oré, Ana Trelles, Sandra Vergara, Maritere Braschi, Fernando Armas, entre otros. El día siguiente estuvieron al frente Martín Riepl, Úrsula Boza, Michael Finseth, Rossana Fernández-Maldonado, Gigi Mitre, Magdyel Ugaz, Renzo Schuller, Verónica Ayllón, Andrea Llosa, Tula Rodríguez, Fernanda Kanno, Johanna San Miguel. Gisela Valcárcel apareció a través de un video. Varios actores del elenco principal de la serie Al fondo hay sitio como Mónica Sánchez y Andrés Wiese también se hicieron presente.
Karen Schwarz y Adolfo Aguilar estuvieron al frente de la conducción al atardecer. Álamo Pérez Luna, Federico Salazar, Pilar Higashi y André Silva se sumaron luego. También, se hizo presente parte del elenco principal de la telenovela Avenida Perú.
En la última hora y media del extenso programa Gian Piero Díaz, Joyce Guerovich, Omar Ruiz de Somocurcio, Ernesto Pimentel «La chola Chabuca» y Milagros Leiva estuvieron a cargo de la conducción.
Este año también se llevó a cabo la Radio Teletón, aunque en esta ocasión solo por emisoras del Grupo RPP.

## Actuaciones
La edición se desarrolló íntegramente en el Jockey Club del Perú. Eva Ayllón y Erick Elera destacaron la primera noche. Elencos de programas televisivos como El especial del humor de Jorge Benavides, Combate, Hola a todos, Enemigos públicos y Esto es guerra presentaron números artísticos. 
También actuaron exparticipantes del programa Yo soy ("Andrés Calamaro", "José Feliciano", "Luis Fonsi", "The Beatles" y "Juan Gabriel") y del programa Perú tiene talento. 
Otros intérpretes que se presentaron fueron Grupo 5, Hermanos Yaipén, Tatiana, La Charanga Habanera, Maluma, Ken-Y, Mauricio & Palo de Agua y Nene malo.

## Recaudación
No se logró la meta prevista de 4 millones de soles ya que al término de la jornada la recaudación fue de S/. 3 251 377.
Sin embargo, como es habitual, faltó contabilizar donaciones de provincias que llegaron después del cierre y valorizar algunos donativos en especies por lo que es previsible que la cifra final sea algo superior.